# AdLib

AdLib logo

AdLib, ook gekend als AdLib Music Synhesizer Card of ALMSC, was de bekendste geluidskaart van het Canadese Ad Lib, Inc., een producent van voornamelijk geluidskaarten voor computers.
Het bedrijf werd opgericht door Martin Prevel, voormalig muziekdocent en decaan aan de Université Laval. AdLib was de eerste additionele geluidskaart voor een IBM PC en compatibelen voor de consumentenmarkt. De kaart werd al snel de de facto-standaard voor audioreproductie in computerspellen.
Tegenwoordig kan de AdLib-functionaliteit worden gebruikt met emulators zoals AdPlug. Ook DOSBox ondersteunt AdLib.

## Specificaties
De AdLib-kaart gebruikt een Yamaha's YM3812-chip die FM-synthese gebruikt om klanken voort te brengen. De kaart diende op het moederbord van de computer ingeplugd te worden in een vrij ISA 8-bit slot.
De software kan meerstemmige muziek, maximaal 9 mono-kanalen, en geluidseffecten genereren. Pulscodemodulatie, om bijvoorbeeld spraak of digitaal opgenomen muziek af te spelen, werd niet ondersteund.

## AdLib Gold

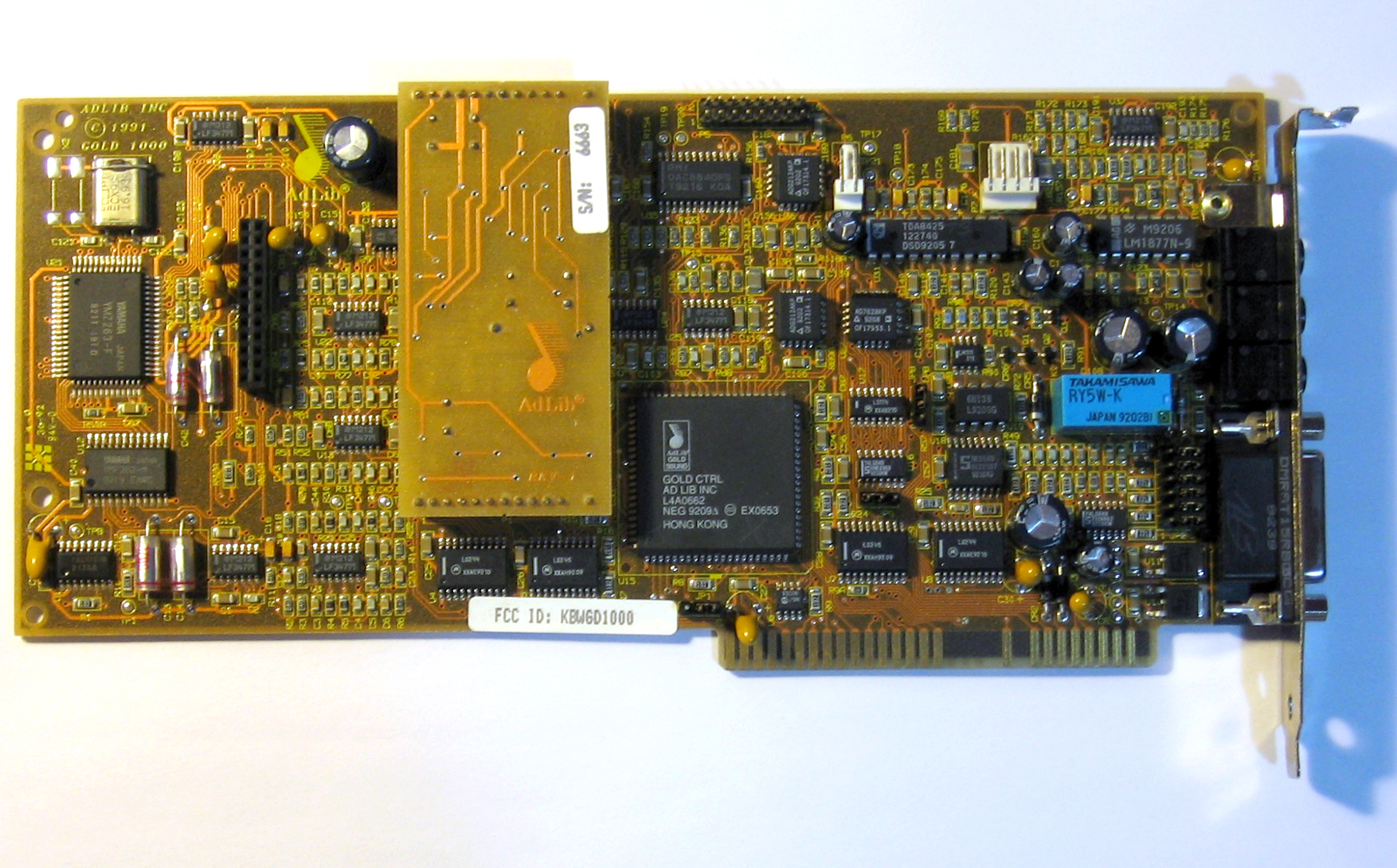
AdLib Gold 1000

AdLib bracht later de AdLib Gold-kaart uit: een 12-bit stereo geluidskaart die gebruik maakte van de Yamaha YMF262-chip. Deze Gold-kaart ondersteunde wel PCM en was compatibel met de oorspronkelijke AdLib-kaart.
Omdat AdLib te weinig kennis had, werd aan Yamaha gevraagd om de kaart de produceren. Echter gebruikte Creative Labs, een rechtstreekse concurrent van AdLib, ook onderdelen van Yamaha. Dit leidde tot een belangenvermenging waardoor de productie van de Gold-kaart vertraging opliep. Toen de kaart eindelijk op de markt kwam, was Sound Blaster ondertussen de de facto standaard. Aangezien deze kaart meer kon dan de Gold-kaart, en daarnaast ook nog goedkoper, flopte het product.

## Bankroet
Het succes van de AdLib-muziekkaart ging niet onopgemerkt voorbij. Kort nadat de kaart op de markt kwam, bracht Creative Labs de Sound Blaster uit. Deze kaart was volledig compatibel met de AdLib. Dit wil zeggen dat wanneer de Sound Blaster-gebruiker in zijn softwareprogramma AdLib als geluidskaart selecteerde, dit zonder problemen werkte. Daarnaast ondersteunde de Sound Blaster wel PCM en had deze een gamepoort om een joystick op aan te sluiten. De PCM ondersteunde zowel het opnemen als afspelen van spraak, geluidseffecten en muziekopnames. Dankzij de PCM konden spelontwikkelaars realistische geluidseffecten en dialogen gebruiken, wat met FM-synthese niet mogelijk was.
Het succes van deze Sound Blaster-kaarten en de vertragingen met de AdLib Gold-kaart, zorgden ervoor dat Ad Lib inc. in 1992 failliet ging. De technologie werd overgekocht door het Duitse Binnenalster GmbH en hernoemd naar AdLib Multimedia. In 1994 werd het bedrijf nogmaals verkocht aan Softworld in Taiwan.

## Tijdslijn
- 1987 - AdLib Card - De eerste PC-geluidskaart voor de consumentenmarkt.
- 1988 - Sierra Entertainment's King's Quest IV: The Perils of Rosella, het eerste spel dat AdLib ondersteunde
- 1992 - AdLib Gold wordt uitgebracht.
- 1992 - Ad Lib gaat op 1 mei bankroet.